# Mooney Airplane Company
Mooney Airplane Company (Авиастроительная компания Муни) — американский производитель самолётов общего назначения в малой авиации. Mooney была лидером в области гражданской авиации, несмотря на то, что компания обанкротилась и её собственники сменились несколько раз. 
Среди достижений компании были такие самолёты как:
- M22 Мустанг;
- M20TN — первый серийный частный самолёт, который достигал скорости 323 км/ч (201 миль/ч), с двигателем мощностью 200 л. с.

Также, компанией был произведён самый быстрый трансконтинентальный перелёт на однодвигательном самолёте, в поршневой категории.
Особенность дизайна: все самолёты Муни оснащены вертикальным стабилизатором с вертикальной передней кромкой. Такой необычный дизайн хвоста создаёт иллюзию, что стабилизатор прикреплён «задом наперёд».

## История компании
Mooney Corporation была основана в 1929 году Альбертом и Артуром Муни при финансировании Bridgeport Machinery (компания в Уичитe, штат Канзас, США). 
Компания Муни обанкротилась в 1930 году. 
Братья Муни работали на другие компании до Второй мировой войны. 
В 1946 году Альберт основал Mooney Aircraft, Inc. с Чарльзом Янки в городе Кервилл, штат Техас. В следующем году Артур присоединился к компании. Компания производила самолёты до 2008 года. В 2008 году компания прекратила производство в связи с мировым финансовым кризисом. Компания надеется вернуться к производству через 2 года после успешной продажи всех заказанных самолётов.